# 블렌더 재단

블렌더 로고

블렌더 재단(Blender Foundation, 블렌더 파운데이션)은 오픈 소스 3차원 콘텐츠 제작 프로그램의 하나인 블렌더의 개발을 맡고 있는 비영리 단체이다.
이 재단은 《엘리펀츠 드림》(2006년), 《빅 벅 버니》(2008년), 《신텔》(2010년), 《로봇의 눈물》(2012년),
《에이전트 327: 작전명 이발소》(2017년) 등 여러 애니메이션 단편 영화들을 제작하였다.

## 오픈 프로젝트
블렌더 재단은 블렌더 인스티튜트(Blender Institute) 프로그램을 통해 커뮤니티 기반의 여러 오픈 프로젝트들을 조직해왔으며, 여기에는 여러 자유 라이선스 영화와 자유-오픈 소스 비디오 게임 《요 프랭키!》(2008년)가 포함된다. 재단에 따르면 이 프로젝트들의 목적은 "블렌더와 함께 3차원 오픈 소스 콘텐츠 제작 파이프라인을 인증하고 개선하기 위함"이다. 각 프로젝트는 블렌더 소프트웨어를 사용하여 만들어졌고 원자료와 더불어 허가된 라이선스 조항에 따라 출시되었다. 소프트웨어의 기능을 시연하는 것뿐 아니라 오픈 프로젝트들은 블렌더 사용자 커뮤니티에 예제 역할을 하는 세세한 개발 요소(스케치, 강좌, 텍스처, 모델 등)를 제공하였고 다른 목적으로 널리 사용될 수 있도록 완성된 제품들도 제공하였다.
2006년 3월 18일 블렌더 재단은 최초 영화 《엘리펀츠 드림》을 개봉하였다. 《엘리펀츠 드림》이 성공하자 블렌더 재단은 미래의 소프트웨어와 콘텐츠 개발 프로젝트를 지원하기 위해 블렌더 인스티튜트를 개설하였다. 블렌더 인스티튜트는 톤 루즌달이 운영하는 블렌더 재단 또한 위치해 있는 암스테르담의 Entrepotdok 건물 내의 스튜디오 외부에서 운영된다.
2008년 4월 10일, 블렌더 인스티튜트는 두 번째 영화 《빅 벅 버니》를 개봉하였다. 이 영화를 기반으로 블렌더 인스티튜트는 최초의 오픈 게임 프로젝트 《요 프랭키!》를 2008년 11월에 출시하였다.
2010년 9월 30일 블렌더 인스티튜트는 세 번째 프로젝트 《신텔》을 개봉하였다.
2011년 10월, 블렌더의 최신 오픈 영화 프로젝트인 《로봇의 눈물》의 콘센트/스크립트 개발이 시작되었다. 100% 컴퓨터 그래픽스였던 이전의 블렌더 인스티튜트 프로젝트와 대조적으로 로봇의 눈물은 컴퓨터가 생성한 캐릭터와 환경이 있는 라이브 액션 동영상에 초점을 두었다. 라이브 액션 동영상은 하이엔드 소니 F65 카메라로 촬영되었다. 이 프로젝트는 2012년 9월 26일 개봉되었다.
구즈베리 오픈 무비 프로젝트는 블렌더 재단이 시작한 다섯 번째 오픈 영화 프로젝트이다. 톤 루즌달은 2010년 1월 이 프로젝트를 발표하였다. 주 목적은 구즈베리 오픈 무비 프로젝트가 블렌더 인스티튜트가 제작한 최초의 장편 영화가 되는 것이었다. 《우주 빨래방》(Cosmos Laundromat)이라는 제목의 영화에 대한 작업이 2014년 시작되었다.(당시 개봉일은 발표되지 않았음). 《우주 빨래방: 첫 번째 순환》(Cosmos Laundromat: First Cycle)이라는 제목의 10분짜리 파일럿 영상이 2015년 8월 10일 유튜브에 개봉되었으며 2015년 9월 24일 네덜란드 영화제에 초연되었다. 이 파일럿은 3차원 애니메이션의 국제 콘퍼런스인 Animago 2015에서 7월 상을 받았다.
2013년에 단편 애니메이션 시리즈의 두 번째 에피소드 《카미난데스》가 블렌더 재단 산하에서 개봉되었다. 2016년에 3번째 단편이 개봉되었다.
여섯 번째 오픈 무비 프로젝트 《히어로》(Hero)가 2017년 9월 발표되었으며 2018년 5월 16일 개봉되었다. 《히어로》의 기술적인 대상은 그리스 펜슬(Grease Pencil) 도구의 사용 및 개선이다.